# Zębiełek mindanajski
Zębiełek mindanajski (Crocidura beatus) – gatunek ssaka z rodziny ryjówkowatych. Występuje endemicznie na Filipinach. Zamieszkuje pierwotne lasy, szczególnie położone na wzgórzach. Nie stwierdzono obecności poza lasami. Gatunek ten jest lokalnie zagrożony przez wycinkę lasów na potrzeby rolnictwa, jednak na wysokości powyżej 1500 m n.p.m. populacja wydaje się być stabilna. W Czerwonej księdze gatunków zagrożonych Międzynarodowej Unii Ochrony Przyrody i Jej Zasobów został zaliczony do kategorii niższego ryzyka LC.